# Yurisa
Yurisa (japanisch 百合沙; geb. am 3. April 1992 in Shizuoka) früher bekannt als Kijima Yuri, ist eine japanische Schauspielerin. Ihr Schauspielwerk umfasst rund 20 Produktionen. Sie trat unter anderem 2018 in Be My Slave 2 und Be My Slave 3 auf.

## Filmographie (Auswahl)
- 2008: Ashita no Kita Yoshio (Fernsehserie)
- 2016: Hentai Kamen 2 - Abnormal Crisis
- 2016: Kyôkasho ni nai!
- 2016: Kyôkasho ni nai! 2
- 2017: Kodoku: Meatball Machine
- 2017: Kyôkasho ni nai! 3
- 2017: Kyôkasho ni nai! 4
- 2018: Ghost Mask: Scar
- 2018: By My Slave 2
- 2018: Be My Slave 3
- 2019: Kôfuku na shûjin
- 2021: Messenger
- 2022: When the Rain Falls
- 2024: Wish (Fernsehserie)